# 国宝松本城400年まつり
国宝松本城400年まつり（こくほうまつもとじょう400ねんまつり）は、1993年（平成5年）に長野県松本市で開催されたイベント・地方博覧会。

## 概要
- テーマ - 「城のかがやき 人のときめき 夢のきらめき」
- 開催期間 - 1993年（平成5年）7月17日 - 9月26日 72日間
- 開催場所及び規模 - 長野県松本市 国宝松本城・中央公園 約11ヘクタール
- マスコット - 夢丸
- 主催 - 国宝松本城400年まつり実行委員会

## 入場料
- 特別入城手形は顔写真貼付の本人のみ期間中何回でも入場可　共通4000円

|                      | 大人   | 高校生 | 小中学生 | 幼児  |
| -------------------- | ------ | ------ | -------- | ----- |
| 普通入城手形         | 1300円 | 800円  | 600円    | 300円 |
| 福祉入城手形         | 800円  | 600円  | 100円    | 無料  |
| 夜間入城手形         | 1000円 | 600円  | 400円    | 200円 |
| 学校行事団体入城手形 | ―      | 600円  | 400円    | 200円 |
| 一般団体入城手形     | 1200円 | 700円  | 500円    | 200円 |

## 会場とパビリオン
国宝松本城
- この年に築城400年を迎える松本城。夜間はライトアップされる。
- 大天守2階では、鉄砲蔵として赤羽通重氏のコレクションから鉄砲100筒、兵装品200点を展示。「種子島銃」「60匁筒」「国友筒」など。

日本民俗資料館
- 記念特別展として、「城と茶室～桃山時代の茶の湯・歴史を秘める名刀～」では国宝・重文を含む茶道具や刀剣を展示するほか、松本城創建時代の茶の湯を再現する。

夢創造館
- 「蝶の館」では、南西諸島の15種類、約500匹の蝶が飛びかう。
- 「学びの館」では、世界一の蝶のコレクション1105ケースを展示。ビデオコーナーでは、蝶を中心とした虫の生態を紹介する。
- 「体験の館」では、アマゾン熱帯雨林のジオラマやモルフォ蝶の壁（5m×8m）、世界の珍しい昆虫などを展示する。

国宝四城館
- 主催：国宝城郭都市観光協議会
- 「松本城」「犬山城」「彦根城」「姫路城」の国宝4城にスポットを当て、その伝説や謎にせまる展示を行うパビリオン。

姉妹都市館
- 「ソルトレークシティー」「カトマンズ市」「姫路市」「高山市」「藤沢市」の姉妹都市とその交流を紹介展示するパビリオン。

城下町
- 江戸時代の城下町を再現。松本の民芸品や食べ物屋の店が軒を連ねる。チャンバラショーや大道芸のパフォーマンスも。

夢園地
- 松本の道祖神とのぼり旗を素材に、現在の松本のアーティストたちが新作の道祖神とのぼり旗を展示。色とりどりの花で作った花壇も。

夢広場
- 壁画コーナーや子供の遊具、休憩コーナーなど。

夢庵
- 茶の湯を楽しめる茶室。野点100席、夢庵5席。

夢パフォーマンス
- 松本城のお堀で、噴水や夜間のレーザー光線などの光のショーを開催。

夢御殿
- 御殿風の舞台で、薪能などの伝統行事やビッグゲストによるコンサートなどを開催する。
- イベントについては下記参照。

## 夢御殿イベント
《7月》
- 庄野真代コンサート（7/18）
- 麻生深雪コンサート（7/19～23)
- 山本扶美枝コンサート（7/21）
- 北島三郎「城・まつり」コンサート（7/24）
- CoCoコンサート（7/25）
- ロシア民族芸能「アユシュカ」（7/26～29）
- 国宝松本城全国太鼓フェスティバル（7/31～8/1）

《8月》
- メルヘン劇場「こぶとりじいさん」（8/2）
- 現代座創作ミュージカル「夢」（8/2～6、11，12、15～19、23～28、30、31）
- 手仕事屋きち兵衛「夢紬in松本」（8/4）
- FM長野公開放送「サタデーときめきステーション」日髙のり子（8/7）
- 東京スカパラダイスオーケストラナイト（8/8）
- 国宝松本城　薪能（8/9）
- 深草アキ　秦琴の調べ（8/12）
- 東祥高「国宝ライブ」城・人・夢コンサート（8/14）
- ジャワ影絵芝居「ワヤンの世界」（8/16）
- 山下洋輔ニュートリオ（8/17）
- 野外劇「愛と夢　松本」（8/21、22）
- ザルツブルク城のゆかいな音楽家たち（8/23～27）
- わさびーず21コンサート（8/28）
- 痛快！ちょんまげバラエティー（8/29～9/3）

《9月》
- NHK人形劇「ひょっこりひょうたん島」（9/4、5）
- 琉球王朝絵巻の再現・沖縄歌舞団（9/11）
- 「松本城寄席」三遊亭圓歌、星セント・ルイス（9/12）
- 深山はるかコンサート（9/13、22）
- 津軽三味線花の大競演（9/15）
- 箏座コンサート（9/19）
- 沙和ひとみコンサート（9/22）
- 「’94ミス松本コンテスト」（9/23）
- 上條恒彦エンディングコンサート（9/26）

## 参考資料
- 信州博覧会公式ガイドブック（信州博覧会実行委員会)
- 国宝松本城400年まつりパンフレット各種